# Liu Jun (basket-ball)
Dans ce nom chinois, le nom de famille, Liu, précède le nom personnel.
Pour les articles homonymes, voir Liu Jun.
Liu Jun (en chinois : 刘军), née le 15 octobre 1969 dans le Hebei, est une joueuse chinoise de basket-ball.

## Carrière
Avec l'équipe de Chine de basket-ball féminin, elle est médaillée d'argent aux Jeux olympiques d'été de 1992 et au Championnat du monde de basket-ball féminin 1994 ainsi que médaillée de bronze aux Jeux asiatiques de 1994.